# Jezioro Raduńskie Górne
Jezioro Raduńskie Górne (kszb. Jezoro Reduńsczé Górné) – jezioro rynnowe na Pojezierzu Kaszubskim w powiecie kartuskim (województwo pomorskie). Jezioro znajduje się w najatrakcyjniejszej krajobrazowo części Kaszubskiego Parku Krajobrazowego zwanej Szwajcarią Kaszubską. Do momentu powstania sztucznej zapory w Borucinie stanowiło jedną całość wespół z jeziorem Raduńskim Dolnym pod nazwą "Jezioro Raduńskie (niem. Radaunen-See)". Na całej długości rynny jeziora przepływa rzeka Radunia stanowiąc element szlaku wodnego Kółko Raduńskie. Południowy kraniec jeziora rozwidla się na dwie wąskie zatoki z których to wschodnia ma bezpośrednie połączenie z jeziorem Stężyckim. Nad wysokimi brzegami jeziora (dochodzącymi do wysokości 40 metrów) znajdują się ośrodki wypoczynkowe i domki letniskowe. W pobliżu sztucznego przesmyku Bramy Kaszubskiej, dzielącego oba jeziora Raduńskie znajduje się oddział Centrum Monitoringu i Ochrony Wód Uniwersytetu Gdańskiego, zaś koroną zapory przebiega trasa drogi wojewódzkiej nr 228.
Przed 1920 jezioro nosiło nazwę niemiecką Oberer Radaunen-See.